# Quintus Nasidius
Quintus Nasidius († nach 31 v. Chr.) war ein römischer Flottenführer während der letzten Phase der Bürgerkriege.

## Leben
Quintus Nasidius war vielleicht ein Sohn des Flottenkommandanten Lucius Nasidius, der im Dienst des Triumvirn Gnaeus Pompeius Magnus während dessen Krieg gegen Gaius Iulius Caesar stand. Er selbst diente dem Sextus Pompeius etwa ab 38 v. Chr. als Flottenführer im Seekrieg gegen Octavian (den späteren Kaiser Augustus). In dieser Stellung prägte er Denare, die auf der Vorderseite neben dem Kopf des Gnaeus Pompeius Magnus den Dreizack sowie den Delphin zeigen und die Aufschrift des Meeresgottes Neptun tragen. Auf ihrer Rückseite ist ein Kriegsschiff oder eine Seeschlacht von vier Schiffen dargestellt, außerdem der Name des Quintus Nasidius angeführt.
Als Sextus Pompeius 36 v. Chr. den Seekrieg gegen Octavian in Italien verlor und von Sizilien nach Kleinasien flüchtete, begleitete Nasidius ihn dorthin. Bald geriet Sextus Pompeius bei Kämpfen gegen die Militärführer des Triumvirn Marcus Antonius in Kleinasien in große Bedrängnis. Nasidius gehörte zu den letzten Vertrauten des Sextus Pompeius, die 35 v. Chr. dessen Sache als verloren betrachteten und zu Antonius überliefen. Er war 31 v. Chr. einer von Antonius’ Flottenführern während dessen entscheidendem Krieg gegen Octavian um die Alleinherrschaft im Römischen Reich. Octavians herausragender Admiral Marcus Vipsanius Agrippa segelte Anfang 31 v. Chr. mit einem Geschwader von Italien gegen die Westküste Griechenlands und erzielte rasche Erfolge. So blockierte er fast völlig die Verproviantierung von Antonius’ Streitkräften zur See. Dann erlitt Quintus Nasidius in einem Seegefecht am Eingang des Golfes von Korinth eine Niederlage gegen Agrippa, der daraufhin Patrai eroberte. Damit war die Hauptflotte des Antonius im Golf von Ambrakia blockiert.
Über das weitere Schicksal des Nasidius ist nichts bekannt. Drei Columbrarien-Täfelchen und zwei weitere Grabinschriften in Rom aus der frühen Kaiserzeit nennen als die einzigen dort nachweisbaren Nasidii Freigelassene mit dem Vornamen Quintus, die wohl alle Mitglieder des Haushalts des hier behandelten Quintus Nasidius waren.